# 寺崎修
寺崎 修（てらさき おさむ、1945年12月24日 -2022年12月3日）は、日本の歴史学者・政治学者。専攻は、日本政治史・日本政治思想史。学位は、法学博士（慶應義塾大学・論文博士・1987年）。慶應義塾大学名誉教授。武蔵野大学元学長。

## 略歴・人物
石川県七尾市出身。
世田谷区立烏山北小学校、成蹊中学校・高等学校、1968年慶應義塾大学法学部政治学科卒業。1970年同大学院法学研究科政治学専攻修士課程修了。1987年慶應義塾大学より法学博士の学位を取得。
1977年中部女子短期大学専任講師。1978年駒澤大学法学部専任講師、1982年助教授、1988年教授。
1997年慶應義塾大学法学部教授、2008年名誉教授。同年武蔵野大学学長、2016年退任。慶應義塾福沢研究センター副所長、社団法人福沢諭吉協会常務理事、日本政治学会理事及び日本法政学会理事などを歴任。
実家は浄土真宗本願寺派の寺院で、大学教員と住職を兼務していた。

## 著書

### 単著
- 『明治自由党の研究』上・下（慶應通信, 1987年）
- 『自由民権運動の研究 急進的自由民権運動家の軌跡』（慶應義塾大学法学研究会, 2008年）

### 編著
- 『近代日本の政治』（法律文化社, 2006年）
- 『福沢諭吉の思想と近代化構想』（慶應義塾大学出版会, 2008年）

### 共編著
- （玉井清）『戦前日本の政治と市民意識』（慶應義塾大学出版会, 2005年）